# Treading Water
"Treading Water" är en låt av den svenska sångaren och Idol 2017-vinnaren Chris Kläfford, utgiven den 8 december 2017. Låten är skriven av Patrik Jean och Melanie Wehbe och producerad av Herman Gardarfve (deltog i Idol 2015).
Chris fick "Treading Water" som sin vinnarlåt efter att han hade vunnit Idol 2017. Låten gick in på Svensktoppen 14 januari 2018.